# تبني مفتوح
التبني المفتوح هو شكل من أشكال التبني تكون فيه العائلات البيولوجية والمتبنية على اتصال وعلى معرفة ذات درجة متفاوتة للمعلومات الشخصية لبعضهم البعض. في التبني المفتوح، يحتفظ الوالدان المُتبنيان بكل الحقوق بوصفهما الوالدين الشرعيين، ومع ذلك يجوز لأفراد العائلات البيولوجية والمُتبنية ممارسة خيار التواصل فيما بينهم بأشكال مختلفة: من مجرد إرسال البريد و/أو الصور، إلى المقابلة وجهًا إلى وجه في زياراتٍ بين العائلتين.

## نظرة تاريخية
على الرغم من أنه يُعتقد أنّ عمليات التبني المفتوحة هي ظاهرة جديدة نسبياً، إلا أنّ معظم حالات التبني في الولايات المتحدة حتى القرن العشرين كانت مفتوحة. حتى الثلاثينيات من القرن الماضي، كانت معظم العائلات المُتبنية والبيولوجية على اتصال أثناء عملية التبني على الأقل. في العديد من الحالات، اعتُبر التبني بمثابة دعمٍ اجتماعي: كان يتم تبني الأطفال الصغار ليس فقط لمساعدة آبائهم (عن طريق تقليل عدد الأطفال الذين يجب عليهم إعالتهم) ولكن أيضاً لمساعدة العائلات الأخرى في الحصول على طفل.
أصبح التبني مغلقاً عندما فرضت الضغوط الاجتماعية على الأسر بأن تُحافظ على سرّ عملية التنبي، أي الادعاء أن الأسرة تكونت بيولوجياً.
أصبح التبني المفتوح أكثر شيوعاً ببطء منذ أن أشارت الأبحاث في السبعينيات إلى أنّ التبني المفتوح كان أفضل للأطفال. في عام 1975، بدأ الحال بالتغير، وبحلول أوائل التسعينيات، تم توفير خيار التبني المفتوح من قبل غالبية وكالات التبني الأمريكية. كان هناك تقدم سريع بشكل خاص في أواخر الثمانينيات وأوائل التسعينيات بين عامي 1987 و1989، وجدت دراسة أنّ ثلث الوكالات فقط عرضت التبني المفتوح بالكامل كخيار؛ بحلول عام 1993، كانت النسبة 76%. اعتباراً من عام 2013، تعتبر نصف الولايات الأمريكية العملية مُلزمةً قانونياً، ومع ذلك، لا يتم الحفاظ دائماً على الاتصال بين العائلتين في حالة التبني المفتوح.
جعلت وصمة العار الاجتماعية، وخاصة خلال عصر بيبي سكوب (1945-1975)، من الأمهات غير المتزوجات منبوذاتٍ اجتماعياً. بحلول الثمانينيات من القرن العشرين، تحسن الوضع إلى حدٍ كبير واحتفظت الغالبية العظمى من الأمهات غير المتزوجات بأطفالهن. في مجتمعٍ تقوده الأم بعد الحرب العالمية الثانية كان يُنظر إلى الأزواج المصابين بالعقم على أنهم غير طبيعيين بسبب عجزهم عن الإنجاب. أصبحت التجربة الاجتماعية التي تتمحور في أخذ الأطفال من «الأمهات غير المتزوجات» و«إعطائهم» للوالدين المُتبنين أمراً طبيعياً خلال حقبة بيبي سكوب. كانت عمليات التنبي هذه مُغلقة في الغالب. كان يتم إخفاء السجلات، وإخبار الأمهات البيولوجيات بإبقاء حقيقة أطفالهن سراً، وكان يُطلب من الوالدين المُتبنيين معاملة الطفل «كما لو كان مولوداً لهم.»
وفقًا لتقرير يعود لعام 2012 نُشر في صحيفة واشنطن تايمز، تتمتع 95 ٪ من حالات تبني الرضّع في الولايات المتحدة بمستوى مُعين من الانفتاح بين الوالدين المُتبنيين والبيولوجيين.

## الانفتاح قبل الولادة في الولايات المتحدة
في الماضي، عندما كانت تذهب الأم الوالدة الأمريكية إلى أحد الوكالات لعرض طفلها للتبني، كانت الوكالة تتحمل المسؤولية الكاملة في اختيار الأسرة المتبنية، دون لعب الأم الوالدة أي دورٍ في ذلك. وفرت معظم وكالات التبني في الولايات المتحدة منذ أوائل التسعينيات بعض الانفتاح الكامل أو الجزئي.
على الرغم من أنّ الممارسات تختلف من ولاية إلى أخرى، إلا أنّ معظم حالات التبني تبدأ بمراجعة الأم الوالدة لعشرات كتب ملفات التبني أو الملفات الشخصية للآباء المتبنيين المحتملين على الإنترنت. عادة، تلجاً الأسر المُتبنية للوكالة أو المحامين لمساعدتها في عملية التبني. تسمح معظم الولايات الأمريكية بالانفتاح التام ليس فقط فيما يتعلق بالهويات، ولكن أيضاً المعلومات الشخصية للعائلتين. فكما يريد الوالدان المُتبنيان معرفة المزيد عن حياة الأم الوالدة وتاريخها الصحي، ترغب الأم الوالدة في الحصول على نفس المعلومات عن الأشخاص الذين قد يصبحون أبوين لطفلها. 
عندما تحصر الأم الوالدة عدد العائلات المتبنية المحتملة بعائلةٍ واحدة أو عددٍ قليل، فعادة ما يُرتبون لقاءً شخصياً. تقوم وكالات ومحاميو التبني الجيدون بترتيب اللقاء هذا في ظلّ بيئة خالية من الضغوط دون حثّ أي شخصٍ على اتخاذ قرار فوري. إذا كانت العائلتان بعيدتان جغرافياً عن بعضهما البعض (كحالات التبني التي تجري بين الولايات، حيث تعيش الأم الوالدة في ولاية مختلفة عن الوالدين المُتبنيين)، فسيكون الاجتماع الأول عادةً عبر الهاتف، ثم سيجري اجتماع وجهاً لوجه إذا جرى الاجتماع الهاتفي كما كان مرجواً.
تفعل العديد من الأمهات ما هو أكثر من مجرد مقابلة الوالدين المُتبنيين مرة واحدة قبل الولادة. فإذا كانوا يعيشون بالقرب من بعضهم البعض، فليس من غير المألوف أن تدعو الأم الوالدة الأم المُتبنية (أو الأب المُتبني أيضاً إذا أرادت الأم الوالدة) للحضور إلى مواعيد الطبيب. هذا قد يسمح لجميع الأطراف بتوطيد العلاقة بينهم. قد يحضر الوالدان المُتبنيان عملية الولادة إذا أرادت الأم الوالدة ذلك.

## الانفتاح بعد الولادة
على الرغم من أنّ الانفتاح قبل الولادة أصبح روتيناً في حالات التبني لحديثي الولادة، إلا أنّ هناك المزيد من الاختلافات في السنوات التالية للولادة، بعد اكتمال عملية التبني. ترغب بعض الأمهات الوالدات في التعرّف على الوالدين المُتبنيين قبل الولادة، ولكنهنّ يُقررن ترك العائلة المُتبنية تمضي في طريقها في الحياة بعد ذلك. إنّ التعرف على الأسرة المُتبنية يمنح الأم الوالدة الثقة والمعرفة التي تجعلها تشعر بالطمأنينة لمستقبل طفلها مع الوالدين (أو الوالد الوحيد) اللذين اختارتهما. قد تشعر الأم الوالدة بأنّ الاتصال المستقبلي مع الوالدين المُتبنيين، أو الطفل، سيكون صعباً عاطفياً عليها.
من المُرجح أن يكون الاتفاق الأكثر شيوعاً في حالات التبني المفتوحة هو التزام الوالدين المُتبنيين بإرسال صورٍ للأم الوالدة (وأنفسهم كعائلة) كل عام، وتحديثات مكتوبة قصيرة، حتى يبلغ الطفل سن 18 عاماً. غالباً ما يتم إرسال هذه الصور والتحديثات أكثر من مرة واحدة في السنة، في عيد ميلاد الطفل مثلاً أو الأحداث الهامة الأخرى. في بعض الأحيان يتم اختيار وسيط لتلقي وإرسال التحديثات، وأحيانًا يتم ذلك مباشرةً بين الطرفين. قد يتم ذلك عن طريق البريد العادي أو الإلكتروني. تكون بعض عمليات التبني أكثر انفتاحاً من مجرد إرسال الصور والتحديثات حيث تتضمن اتصالاً وجهاً لوجه. يمكن أن يختلف عدد مرات الاتصال اختلافاً كبيراً من مرة واحدة فقط في السنة الأولى، إلى عدة مرات سنوياً طوال فترة حياة الطفل. بعض الأطفال الذين تربوا في ظلّ التبني المفتوح هم الآن في مرحلة البلوغ ويكتبون عن تجربتهم.
في كثير من الأحيان، يُوقع الأبوان الوالدان والمُتبنيان عقداً لما بعد التبني (يُطلق عليه أحياناً اسم اتفاقية التبني المفتوح)، ينص على وعود الاتصال الذي سيتم بعد الانتهاء من عملية التبني. حتى في الولايات التي ليس لديها قوانين صريحة في هذا الموضوع، يمكن عادةً إعداد هذه الاتفاقيات إذا كان الطرفان يرغبان في إضفاء طابعٍ رسمي على الاتفاقية. في عدد متزايد من الولايات الأمريكية، تعتبر المحاكم أنّ هذه الاتفاقيات واجبة التنفيذ من الناحية القانونية، طالما أنها تخدم مصلحة الطفل. ليس من غير المألوف أن تتم هذه الاتفاقيات عن طريق «المصافحة» فحسب، على الرغم من أنها توفر حمايةً أقل للوالد البيولوجي إذا لم يُوفي الوالد المُتبني بوعده.